# Soutien scolaire
 (mai 2010).
Si vous disposez d'ouvrages ou d'articles de référence ou si vous connaissez des sites web de qualité traitant du thème abordé ici, merci de compléter l'article en donnant les références utiles à sa vérifiabilité et en les liant à la section « Notes et références ».

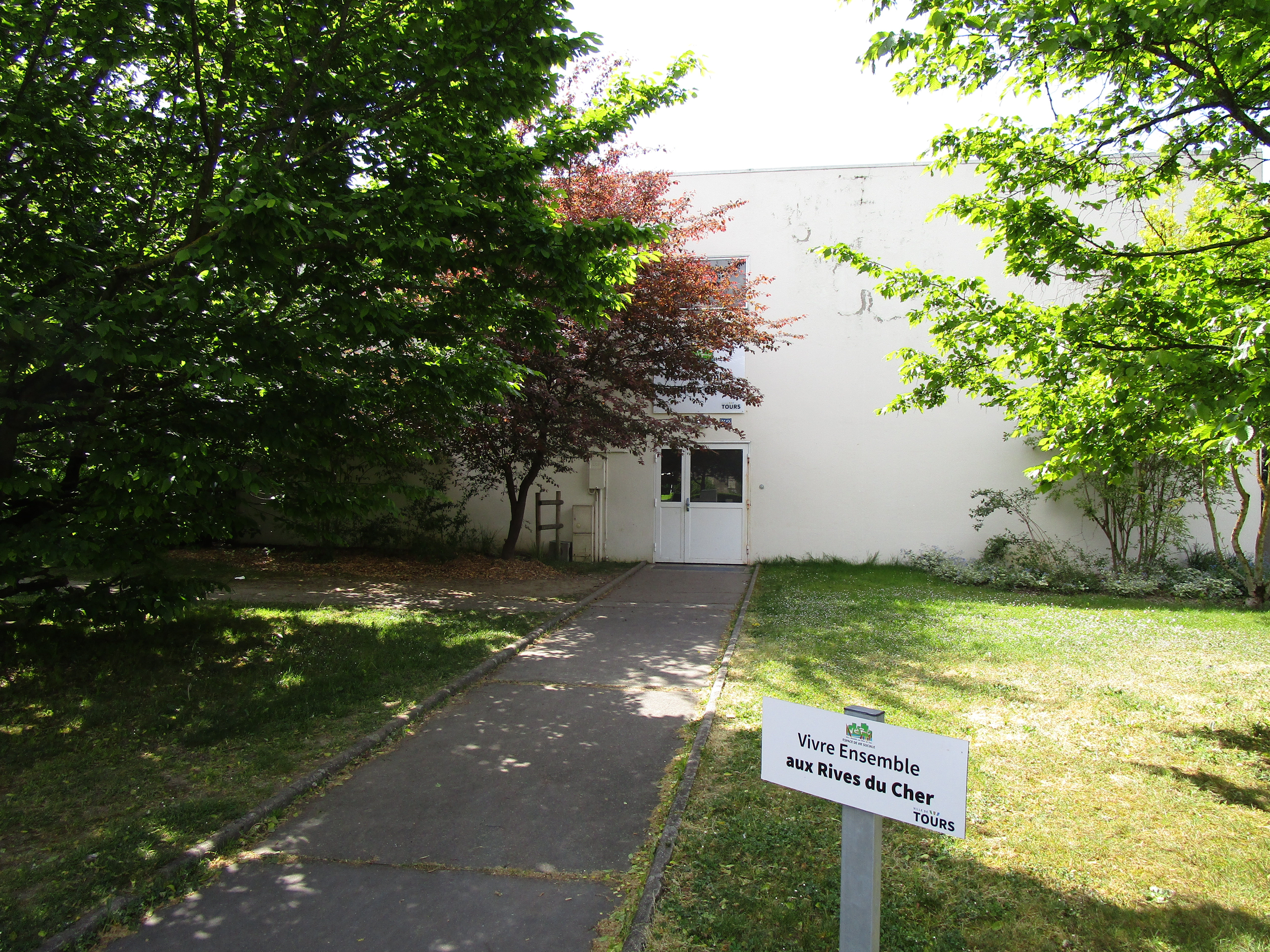
L'association « Vivre ensemble aux Rives du Cher » organise du soutien scolaire dans ce quartier de Tours.

Le soutien scolaire est l'aide individuelle dispensée aux élèves.
La notion de soutien scolaire proprement dit concerne l'aide dispensée à l'école, sur le temps scolaire, par les équipes éducatives. Au sens large, le terme est également utilisé pour désigner l'accompagnement à la scolarité : aide dispensée en dehors de l'école, sur le temps périscolaire, par des intervenants variés.
Le soutien scolaire peut consister en une simple aide aux devoirs ou aller jusqu'à une véritable remise à niveau si nécessaire.

## Soutien scolaire
« Le soutien scolaire est dispensé dans le cadre et dans le temps scolaire, par des enseignants à des élèves qui, provisoirement, ou sur une plus longue durée, ont besoin d'une aide personnelle ; le soutien peut prendre la forme de l'aide individualisée, de la remédiation, du tutorat, voire prendre place dans le cadre des études au collège ».

## Accompagnement à la scolarité
Des associations à but non lucratif et les administrations publiques (par exemple certaines mairies) mettent en place des structures d'accueil périscolaire parallèles à l'école traditionnelle de jour, où les élèves sont aidés dans leurs travaux (certaines proposent même une aide à domicile). Les associations qui bénéficient de financements publics en France sont régies par une charte de l'accompagnement à la scolarité créée en 1992 et révisée en 2001. Celle-ci précise notamment le caractère laïc des actions et limite la participation financière des parents à une somme symbolique.
En Belgique en particulier, le réseau des écoles des devoirs regroupe plusieurs centaines de ces organismes. Ils ont pour but de favoriser l'intégration des élèves les plus défavorisés, mais aussi de permettre aux autres de se réaliser pleinement.
Il existe également des écoles d'accompagnement scolaire depuis de nombreuses années.
Des sociétés spécialisées dans le soutien scolaire ont également vu le jour ces dernières années, notamment en France grâce à des aides d'État sous forme de déduction d'impôts. L'inconvénient majeur de ces sociétés réside dans le fait qu'elles viennent en aide principalement à des enfants de milieux favorisés ou moyens alors que les enfants qui ont le plus besoin d'une aide sont d'abord issus des milieux défavorisés[réf. nécessaire].
Bien qu'aucune aide de l’État n'existe en Belgique, plusieurs sociétés similaires existent depuis de nombreuses années comme My Sherpa, Educadomo, Admitis ou Cogito,,.École du soir

### Accompagnement éducatif
Depuis 2008 en France, il existe le dispositif d'accompagnement éducatif. Forme de soutien scolaire spécifique, il s'adresse à tous les collégiens et aux élèves de ZEP de l'école primaire. Mis en place en 2007 dans les établissements de l'éducation prioritaire, il a été généralisé à la rentrée 2008-2009.
Il prend la forme d'un enseignement complémentaire, de préférence en fin de journée après les cours, dans les domaines suivants : aide aux devoirs, pratique sportive, ouverture artistique et culturelle, langues vivantes.

## Critiques
Certaines critiques portent sur le rôle des organismes privés à but lucratif.
Certains pédagogues en critiquent le principe lui-même, arguant que ce soutien évite au système éducatif de se remettre en cause, en laissant à d'autres le soin de pallier ses lacunes.
Selon une émission du magazine Envoyé spécial diffusée sur France 2, les officines de soutien scolaires auraient le plus grand mal à recruter des professeurs compétents. Ils sont recrutés sur des tests critiquables, à un niveau scolaire inférieur au niveau d'études requis. Ces officines peuvent également mettre à disposition des étudiants en lieu et place de professeurs qualifiés, ou servir d'étudiants en écoles de commerce sous-payés pour recruter des professeurs. Le salaire proposé aux professeurs se situe entre 10 € de l'heure et 25 € (suivant le niveau scolaire demandé notamment)[réf. nécessaire].
Face à des dérives de la part des grands groupes, des communautés étudiantes se sont regroupées au sein de structures alternatives pour proposer eux-mêmes du soutien scolaire à domicile[réf. souhaitée].
De même certaines associations proposent une alternative au soutien scolaire marchand en s'appuyant sur des bénévoles, souvent de jeunes retraités de l'éducation nationale ou des étudiants préparant un concours d'enseignant, et sur des aides de l'État (dispositif CLAS financé par la CAF par exemple).
À mi-chemin entre l'associatif et le marchand, il existe quelques entreprises solidaires, agréées en ce sens par le ministère du travail. Ces rares entreprises font d'ailleurs bien souvent la démarche volontaire de se déclarer au rectorat.
La critique semble devoir être nuancée dans le cas de la Belgique, où s'est développé, à côté du modèle Français, un modèle ne fonctionnant qu'avec des universitaires rémunérés.